# 东方时空
东方时空（英语：Oriental Horizon），是中国中央电视台的一档杂志型栏目，于北京时间1993年5月1日早上7点开播。该节目最初为综合性杂志栏目，后转型为新闻杂志栏目。现安排于中国中央电视台新闻频道播出，播出时间为每天晚上8点至8点55分，现时栏目播出时长为55分钟（含广告）。该节目也曾在央视1、2、3、4套节目播出。

## 历史与发展

### 启播
1992年，中央电视台台长杨伟光认为，以前的电视台被当成娱乐工具，主要就是放电影，转播舞台剧、话剧；放些新闻也是新闻简报；没有时效性。因此，他提出要把中央电视台建成“世界一流大台”和“新闻立台”的口号。1993年初，由中央电视台副台长孙玉胜和李东生牵头，7个颇有创新意识的年轻人（包括董嘉耀和崔永元）组成了新闻改革策划班子，拿出了一个新的新闻节目的策划方案。节目实行承包制，栏目运作的经费全部来自栏目内5分钟的广告收入。该栏目时间有60分钟，前20分钟是新闻；后40分钟分成四个板块，即《东方之子》、《生活空间》、《金曲榜》、《焦点时刻》；栏目的名称拟叫“新太阳”；还有20多个备选栏目名称，包括“太阳之子”，皆与太阳有关。崔永元曾经说，“我记得当时开会时候我还说呢，那我们要采访犯错误的人怎么办呢？那就叫‘太阳黑子’啊。”
在经过多方的讨论之后，杨伟光决定以“东方时空”作为新节目的名称。杨伟光认为，“中国是东方文明古国，正好符合这个名称的‘东方’；‘时’就是时间，有一种历史感；‘空’则是无限的空间，有气势。”
1993年5月1日早上7时，《东方时空》正式在中国中央电视台第一套节目开播，这些主持人均为当时新加入的主持人。当时的开播语如下：
|  | 观众朋友（两次），你们好！亲爱的观众朋友，今天是五一国际劳动节，我们衷心地祝愿大家节日快乐！今天对于我们这群人来说，是一个值得庆祝的日子。因为从今天开始啊，以后每天早上七点钟，伴随着冉冉升起的太阳，一个崭新的电视节目将走进你我的生活当中，那就是中央电视台最新奉献的早间节目《东方时空》。 |

当时《东方时空》每天共播出三次，分别在CCTV-1（播出两次）和CCTV-2（播出一次，至2003年10月20日改版为经济频道后不再播出该节目）播出。在报出开播语之后，即报出节目板块和主持人的名字。《东方时空》开播之前，央视一套每天的开播时间是早上八点。《东方时空》的开播，改变了中国人早上不看电视的习惯，该节目被誉为“电视界的深圳”，开创了中国电视改革的先河。当时中国人早起洗漱时的伴奏也从央视第七套广播体操变成了此节目的片头曲《东方晨曲》。

### 发展
1996年1月27日，《东方时空》在播出1000期之际进行第一次改版，开始由新闻杂志栏目转型，《东方时空·金曲榜》被撤销，并更名为《中国音乐电视》在央视三套播出（后改在中国中央电视台音乐频道播出），增加了3分钟主持人评论节目《面对面》；增设总主持人白岩松、水均益、方宏进、敬一丹，强化节目整体性，在中国中央电视台新闻·综合频道（央视一套）首播时间为07:20（该频道播出该节目的次数首次变成只播出一次）。
2000年11月27日，《东方时空》时长从40分钟扩为150分钟，以演播室为调度中心，用直播方式将九个子栏目串联，同时推出了《东方时空》独有的周末版节目。在这次改版中，《生活空间》改名为《百姓故事》，《时空报道》改为《直通现场》（另外《东方之子》曾于2000年11月至2001年3月期间撤销并入原《东方时空·面对面》，原《东方时空·面对面》1996年1月20日改版增设，2001年3月撤销同时并恢复《东方之子》，后于2003年开播独立栏目《面对面》），并增加了《世界》、《纪事》和《直播中国》（后于2001年3月改名为《直播时刻》）三档周末环节。当时央视一套（新闻·综合频道）的几节早间新闻也一度并入《东方时空》，并更名为《东方时空·早新闻》，（重播版本没有新闻环节，从此开始中国中央电视台新闻·综合频道（央视一套）播出该节目再次变成播出两次）在中国中央电视台新闻·综合频道（央视一套）首播时间为06:00。
2001年11月5日，《东方时空》再次改版，播出时间缩短为45分钟，此次改版将新闻及资讯节目分离出去，在保留原有的《东方之子》、《百姓故事》、《世界》（周末节目）、《纪事》（周末节目）各子栏目的基础上，将《直通现场》改为《时空连线》，在中国中央电视台新闻·综合频道（央视一套）首播时间改在7点档新闻及资讯节目后即早间07:15。
2003年5月1日，《东方时空》由中国中央电视台综合频道（央视一套）每日早间07:15、中国中央电视台新闻频道每日下午14:10首播（后于2004年9月1日节目改版后至2008年3月23日期间改为每日凌晨03:15首播）。
2004年9月1日，《东方时空》移至中国中央电视台综合频道（央视一套）每日晚间18:13首播（至2007年7月16日，后于2007年7月17日至2008年3月23日期间改为周一至周五16:54、周六和周日17:27首播，此次改版后该频道再次变成只播出一次该节目），原中国中央电视台综合频道（央视一套）早间07:15播出的节目被《媒体广场》取代并在早间06:30与中国中央电视台新闻频道并机播出，增设7点《整点新闻》（后6点、7点《整点新闻》和《新闻早八点》合并设立新的节目《朝闻天下》）。此次改版同时新增《时空看点》、《时空调查》和《媒体观点》环节，另外分别于当年的4月3日和1月3日推出了《电影传奇》和《高端访问》新的周末节目。
2008年3月24日，《东方之子》、《百姓故事》分别与《面对面》、《纪事》（已停播）合并，《时空连线》扩版并与新闻频道的《360度》合并为新版《东方时空》。再次改版，该节目改在中国中央电视台新闻频道周一至周五22:30（汶川地震后改周一至周五21:30）首播，中国中央电视台综合频道（央视一套）改为次日17:09首播（该频道仍然只播出一次该节目）。

### 改版
2009年8月3日，《东方时空》再次改版，转型为一档梳理解读当日资讯的新闻栏目。《东方时空》更改节目包装，与中国中央电视台新闻频道大部分节目一致。该栏目自当日起在中国中央电视台新闻频道播出时间改为每晚20:00首播，中国中央电视台综合频道（央视一套）（除全国哀悼日外）不再播出该节目。
2011年3月15日，《东方时空》由坐播改成站播，避免了本栏目和直播间的同质化（如节目刚开始有时政新闻时，通常先坐播后站播）。
2019年10月16日，《東方時空》改用N07演播室並啓用16：9格式包裝，新聞片段和19版新聞鏡面，一度改爲全程坐播（10月23日取消全程坐播安排）。

## 制作
在1993年至2009年间，作为一档新闻杂志类节目，《东方时空》曾出现过大量内设环节，包括《生活空间》与《百姓故事》（后与《纪事》合并，已停播）、《传媒链接》、《东方之子》（后与《面对面》合并）、《早间新闻》→《东方时空·早新闻》（1997年从节目中分离出来，2000年改版时再次并入，后再次成为独立节目，现已整合为《朝闻天下》）、《纪事》（后改为独立节目，已停播）、《媒体观点》、《时空报道》、《时空调查》、《时空看点》、《时空连线》、《时空资讯》、《实话实说》（后改为独立节目，已停播）、《世界》、《文化地图》、《东方时空·金曲榜》（后改名为《中国音乐电视》，现为独立节目）、《直播中国》（后改为《直播时刻》）、《直通现场》、《人物秀》（后改为独立节目《人物新周刊》，已停播）、《高端访问》（后改为独立节目，已停播）、《电影传奇》（后改为独立节目，已停播）、《焦点时刻》（后改为独立节目《焦点访谈》）等。
2009年，该节目改版为普通电视新闻节目后，《东方时空》的内设环节包括，《时政新闻》（不固定出现，播报中共中央、中国政府消息，党和国家领导人出访、出席会议、发表讲话等时政新闻以及官方公告等新闻）、《今日时空》（浏览今天所关注的新闻）、《视点》（关注《今日时空》板块中出现的新闻）、《热点》（其他重要新闻）、《调查》（偶尔出现）、《现场》（偶尔出现）等。
2009年8月3日改版之前的《东方时空》的标志与现在《焦点访谈》的标志相同，均为“大眼睛”。2004年9月1日至2008年3月23日之间，《东方时空》节目中插片花曲曾使用的一段音乐即为2009年8月1日至2016年底的CCTV-4《中国新闻》的开始曲和节目中插片花曲。

## 播出

### 主播
《东方时空》每集节目由一名主播负责播报。
- 常驻主播：劳春燕、王宁（女）、沙晨、柴璐
- 代班主播：张晓楠、王春潇、侯丰
- 前任主播：白岩松、胡健、温迪雅、王志、郑也夫、张武斌、刘爽、邵滨鸿、施翌、姜大海、桑朝晖、陈大会、李平、吴帆、张恒、章伟秋、郭志坚、肖艳、柴璐、柏杨、柴静、崔永元、董倩、方宏进、方静、和晶、敬一丹、康辉、杨晨、杨柳、水均益、翟树杰、郑天亮、周雷、海霞、张泉灵、李小萌、张羽、徐卓阳

### 境外版本
在2000年代初，《東方時空》亦曾於香港亞洲電視本港台以《新聞故事》的名義播出，但提要部分改由亞視的主持馮兆寧及梁靜雯擔當，而內容則由固定配音員孫兆勤重新以粵語配音。至2000年代中，《新聞故事》節目停止轉播《東方時空》，並改為轉播美國之音製作的《美國通訊》。

## 批评和争议
- 据媒体报道称，已被落马的原全国政协副主席、中共中央统战部原部长令计划的多名家人在《东方时空》栏目组工作[8]，包括曾负责剧务工作的谷源旭（令计划的妻弟）、子栏目“生活空间”早期主持人李平（令计划五弟令完成的妻子）和子栏目“东方之子”、“音乐电视”早期编导罗芳华（令计划妻弟谷源旭的妻子）等。
- 2012年4月14日，中国中央电视台新闻频道《东方时空》节目“真相调查”部分[9]，引用果壳网用户发表的恶作剧帖子“隔夜水中含有零醇、氢酚、一氧化二氢等化学物质，能进入血液循环，影响人体几乎每一个生理反应[10]”的内容（尽管這篇帖子是在果壳网的幽默笑话栏目“Geek笑点低”中），并将此作为谣言进行了严肃的讨论与批驳。恶作剧帖子作者不得不发表文章澄清自己并未造谣[11]。